# Puente de Zuoz
El puente de Zuoz (nombre original en alemán: Innbrücke Zuoz), es un arco triarticulado de hormigón armado con sección de viga cajón que cruza sobre el río Inn, diseñado por el ingeniero civil suizo Robert Maillart. Históricamente es una obra de gran relevancia, puesto que se trata del primer puente en el que se empleó una viga cajón de hormigón armado. Construido en 1901, este fue el primero de sus puentes de arco de hormigón armado en el que incorporó el diseño que se hizo característico de muchas de sus estructuras posteriores.

## Diseño
Dado que la construcción con hormigón armado todavía era relativamente nueva en ese momento, era una práctica generalizada imitar las formas de construcción de mampostería, tanto estructural como visualmente. Así, en el anterior puente de Stauffacher de Zúrich, el arquitecto Gustav Gull diseñó el arco de hormigón para que se ocultara detrás de una fachada de mampostería. En lugar de separarse por completo de esta forma no estructural, Maillart integró un muro exterior de hormigón en el puente de Zuoz, de modo que el arco adquirió profundidad y la rigidez general de la estructura aumentó.
Aunque no se disponía de un enfoque matemático para probar la viabilidad estructural del diseño de Maillart, Wilhelm Ritter, el consultor por parte de la administración de los cantones, sugirió que el proyecto siguiera adelante después de someterlo a una prueba de carga a gran escala. Las pruebas revelaron la aparición de grietas menores aceptables (que aumentaron a lo largo de la vida útil de la estructura), de modo que en su siguiente diseño de 1904 para el puente de Tavanasa, Maillart eliminó los paramentos de cierre laterales en los que habían aparecido las fisuras.